# 潘恕 (嘉靖進士)
潘恕（1494年—1544年），字行之，號南窻，廣東省潮州府海陽縣人。

## 生平
由國子生中式嘉靖元年（1522年）壬午科廣東鄉試第四名舉人，嘉靖十一年（1532年）壬辰科会试第二百十五名，三甲第二百二名進士。觀刑部政，授江西新建縣知縣，陛南京戶部山西司主事，榷淮盐舟税，著《关志》八卷以留今式。秩满奏最，擢本部广西司員外郎，未几转郎中，嘉靖二十三年卒于官，年五十一。官至户部郎中。

## 家族
曾祖潘英；祖潘榮，貢士；父潘高，廣西浔州府推官；母葉氏。永感下。兄忠，弟恩。子潘鈞；潘錠；潘錞。